# المصطلح الحركي
في الفيزياء ، المصطلح الحركي هو جزء لاغرانج الذي يكون خطيًا (وبالنسبة لنماذج سيجما غير الخطية ، فهي ليست خطية حتى) ، وعادةً ما تحتوي على مشتقتين فيما يتعلق بالوقت (أو المكان) ؛ في حالة الفرميونات ، عادةً ما يكون للمصطلح الحركي مشتقة واحدة فقط. تحتوي معادلة الحركة المشتقة من مثل لاغرانج على عوامل تفاضلية يتم إنشاؤها بواسطة المصطلح الحركي.
في الميكانيكا ، المصطلح الحركي هو
{\displaystyle T={\frac {1}{2}}{\dot {x}}^{2}={\frac {1}{2}}\left({\frac {\partial x}{\partial t}}\right)^{2}}
في نظرية المجال الكمومي ، المصطلحات الحركية للحقول العددية الحقيقية ، والمجال الكهرومغناطيسي ومجال ديراك هي
{\displaystyle T={\frac {1}{2}}\partial _{\mu }\Phi \partial ^{\mu }\Phi +{\frac {1}{4g^{2}}}F_{\mu \upsilon }F^{\mu \upsilon }+i{\overline {\psi }}\gamma ^{\mu }\partial _{\mu }\psi }